# Grinding (taniec)

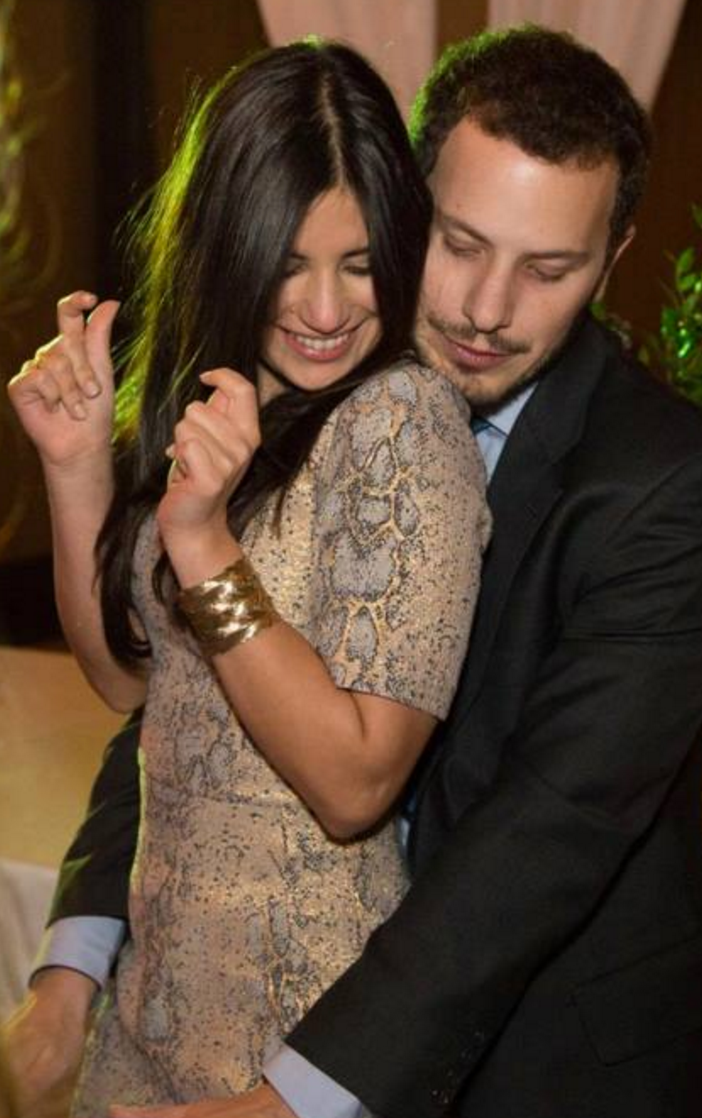
Mężczyzna i kobieta tańczą na weselu.

Grinding – rodzaj tańca z elementami erotycznymi, w rytm muzyki hip-hop, reggaeton, house i dancehall. W tym gorącym tańcu pary wykonują dynamiczne ruchy, również seksualne.